# Marie Thomas
Marie Thomas, född 1896, död 1966, var en indonesisk läkare. Hon blev 1922 den första kvinnliga läkaren i Indonesien.